# Драге (Пакоштане)
Драге су насељено место у саставу општине Пакоштане у Задарској жупанији, Република Хрватска.

## Историја
До територијалне реорганизације у Хрватској налазиле су се у саставу старе општине Биоград на Мору.

## Становништво
На попису становништва 2011. године, Драге су имале 893 становника.

## Попис 1991.
На попису становништва 1991. године, насељено место Драге је имало 758 становника, следећег националног састава:
| Попис 1991.‍  | Попис 1991.‍  | Попис 1991.‍ | Попис 1991.‍ | Попис 1991.‍ |
| ------------ | ------------ | ----------- | ----------- | ----------- |
|              |              |             |             |             |
| Хрвати       | Хрвати       |             | 722         | 95,25%      |
| Југословени  | Југословени  |             | 4           | 0,52%       |
| Албанци      | Албанци      |             | 2           | 0,26%       |
| Словенци     | Словенци     |             | 2           | 0,26%       |
| Муслимани    | Муслимани    |             | 1           | 0,13%       |
| Немци        | Немци        |             | 1           | 0,13%       |
| Срби         | Срби         |             | 1           | 0,13%       |
| неопредељени | неопредељени |             | 4           | 0,52%       |
| непознато    | непознато    |             | 21          | 2,77%       |
| укупно: 758  |              |             |             |             |